# 徳島県道284号山口鉦打線
徳島県道284号山口鉦打線（とくしまけんどう284ごう やまぐちかねうちせん）は、徳島県阿南市を通る一般県道である。

## 概要
阿南市山口町から阿南市福井町に至る。
徳島県道35号阿南相生線以北では桑野川中流に沿い、四国八十八ヵ所第二十一番札所太龍寺から二十二番札所平等寺に向かう自動車遍路や、一般的な大根（おおね）峠（竹林歩道）コースを平地で迂回する歩き遍路に利用される。
徳島県道35号阿南相生線以南では、平等寺奥の院月夜御水庵を経由しての二十三番札所薬王寺への移動路である。高低差はほとんどないものの自動車には幅が狭い区間がある。

### 路線データ
- 起点：阿南市山口町（国道195号交点）
- 終点：阿南市福井町
- 総延長：8.461 km[1]

## 歴史
- 1959年（昭和34年）1月31日 - 徳島県道165号として認定。
- 1972年（昭和47年）3月10日 - 現在の路線番号で再認定。

## 路線状況

### 重複区間
- 徳島県道35号阿南相生線（阿南市新野町）

### 道路施設

#### 橋梁
- 大歳橋（桑野川、阿南市）
- 鉦打橋（福井川、阿南市）

## 地理

### 通過する自治体
- 徳島県
  - 阿南市

### 交差する道路
| 交差する道路                        | 交差する場所 | 交差する場所 |
| ----------------------------------- | ------------ | ------------ |
| 国道195号                           | 山口町       | 起点         |
| 徳島県道35号阿南相生線 重複区間起点 | 新野町       |              |
| 徳島県道35号阿南相生線 重複区間終点 | 新野町       |              |
| 国道55号                            | 福井町       | 終点         |

### 沿線
- 四国化工機食品事業本部（さとの雪）阿南食品工場
- 桑野川
- 平等寺 - 四国八十八ヵ所第二十二番札所、阿南室戸歴史文化道
- 阿南市立新野中学校
- 月夜御水庵 - 平等寺奥の院、名物は逆さ杉
- 福井川
- 福井ダム
- 福井ダム公園

## ギャラリー

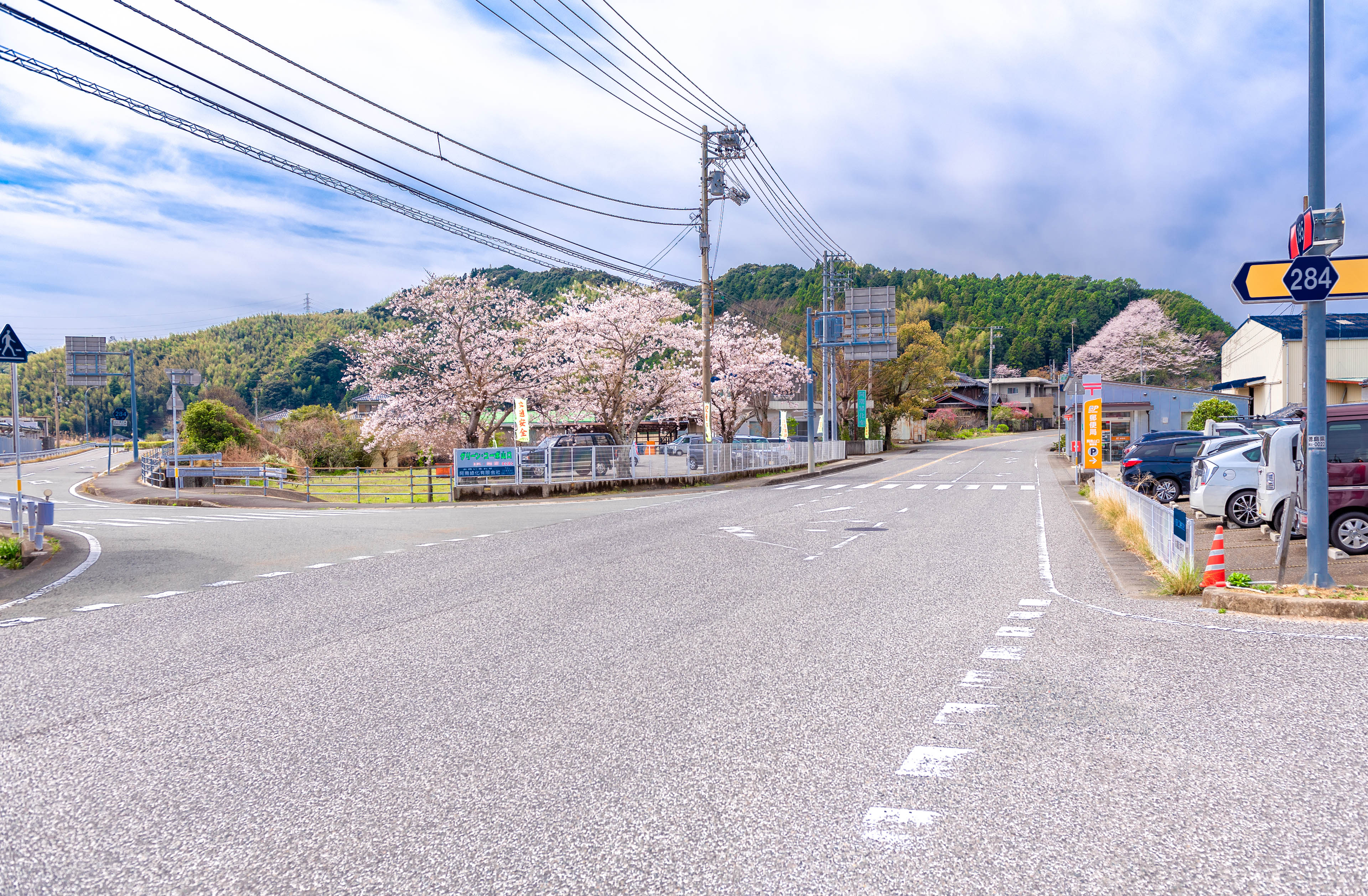
起点 国道195号交差点（阿南市山口町）
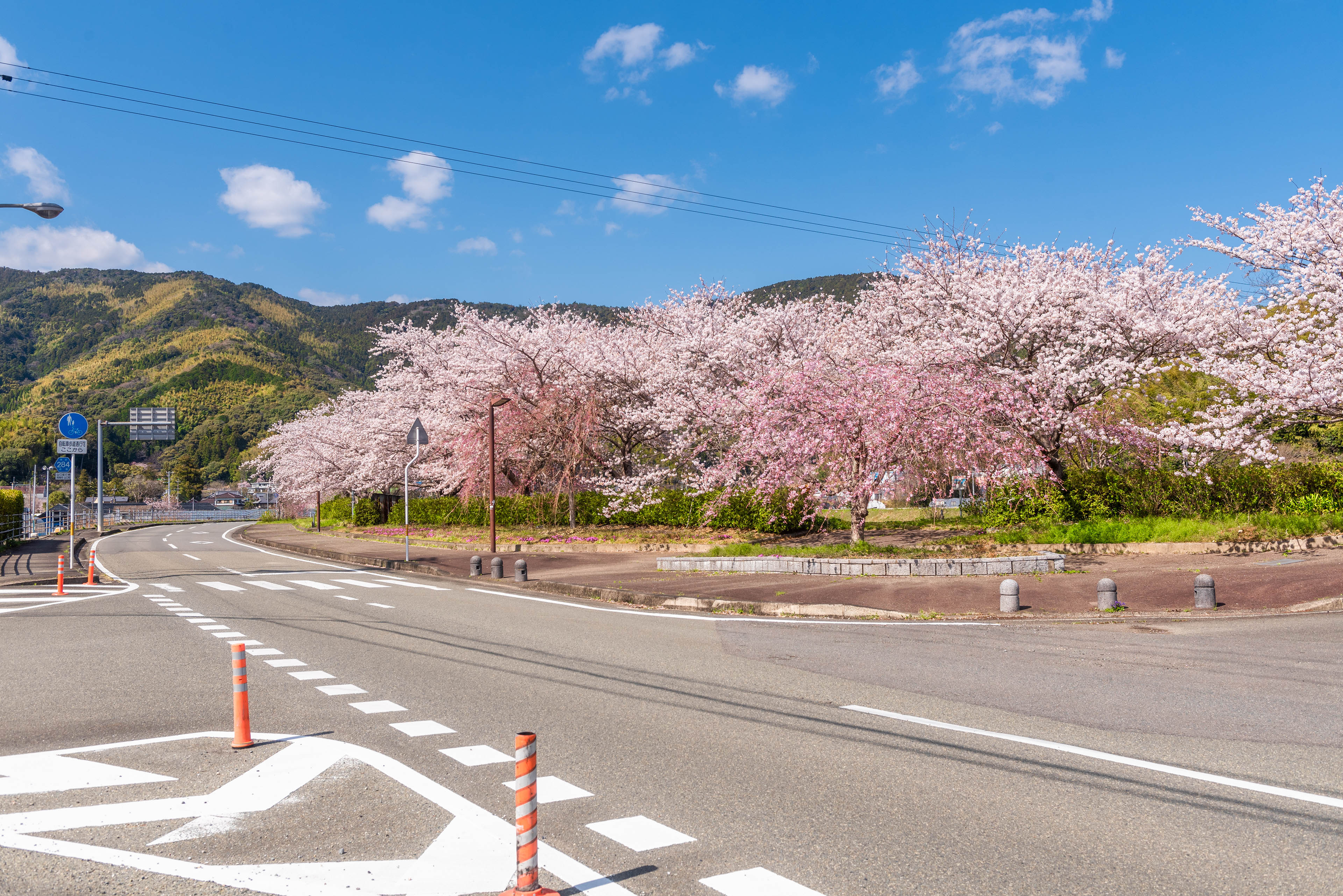
阿南市山口町
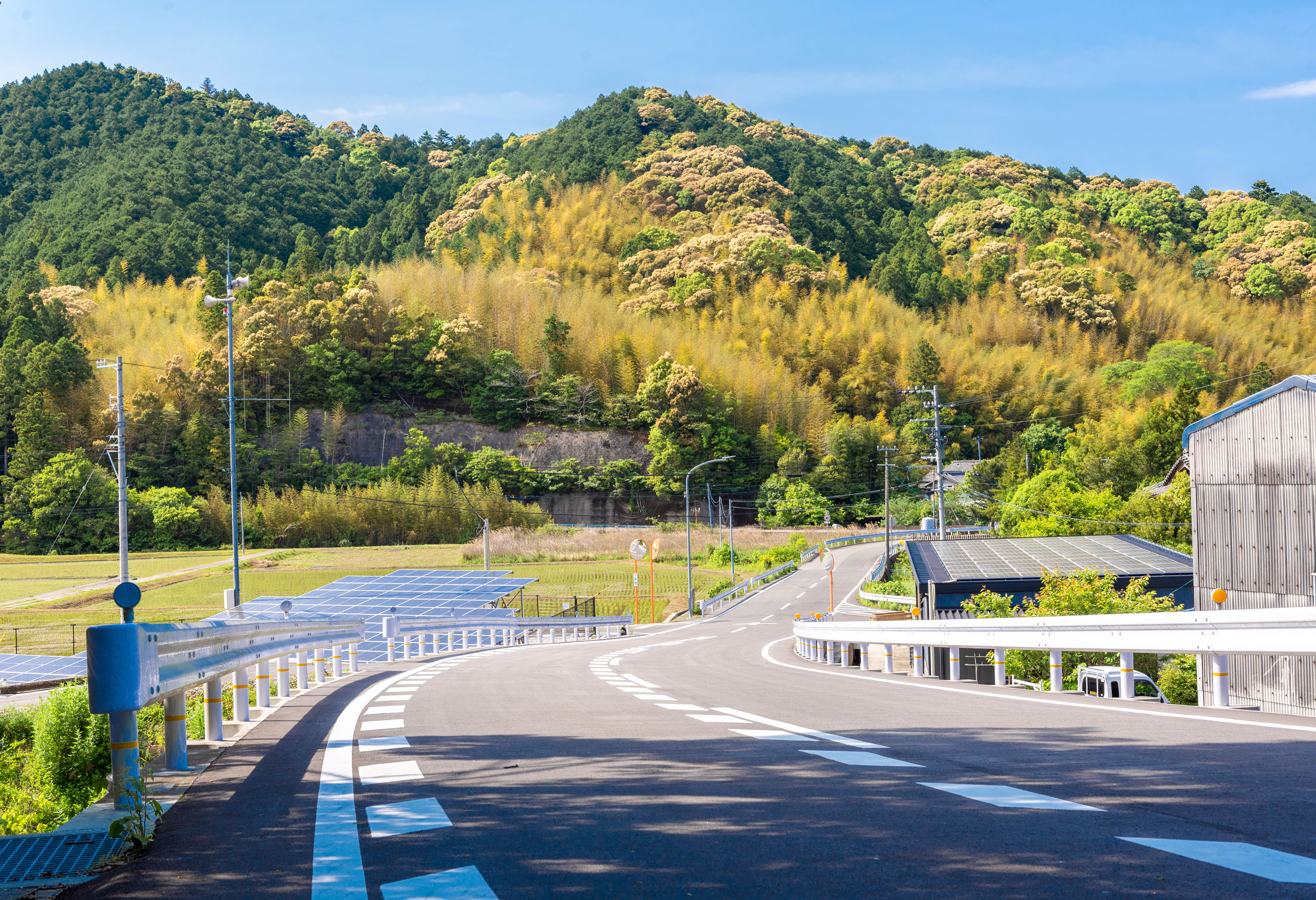
阿南市新野町 月夜・新富・小砂取 付近
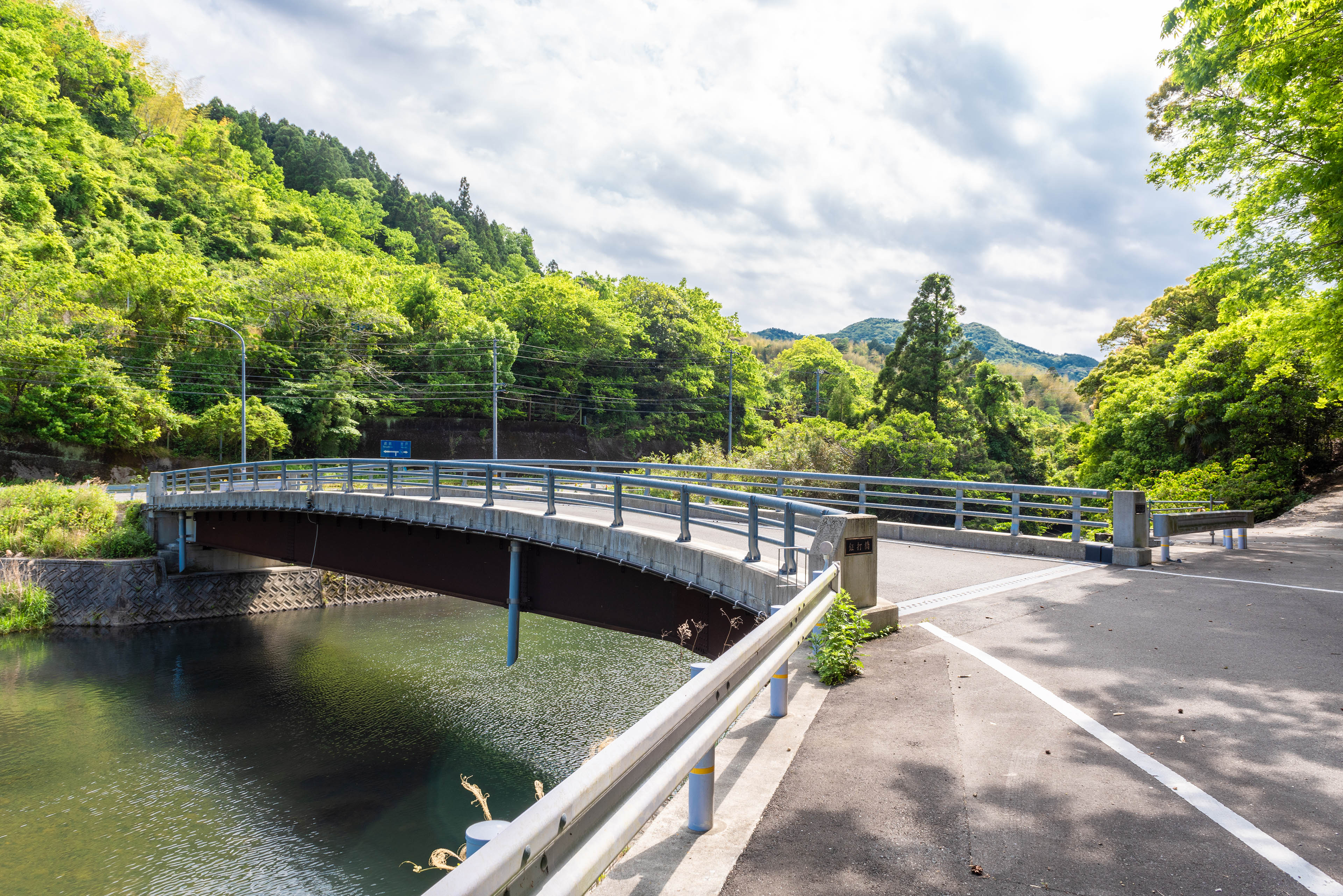
福井川 阿南市福井町
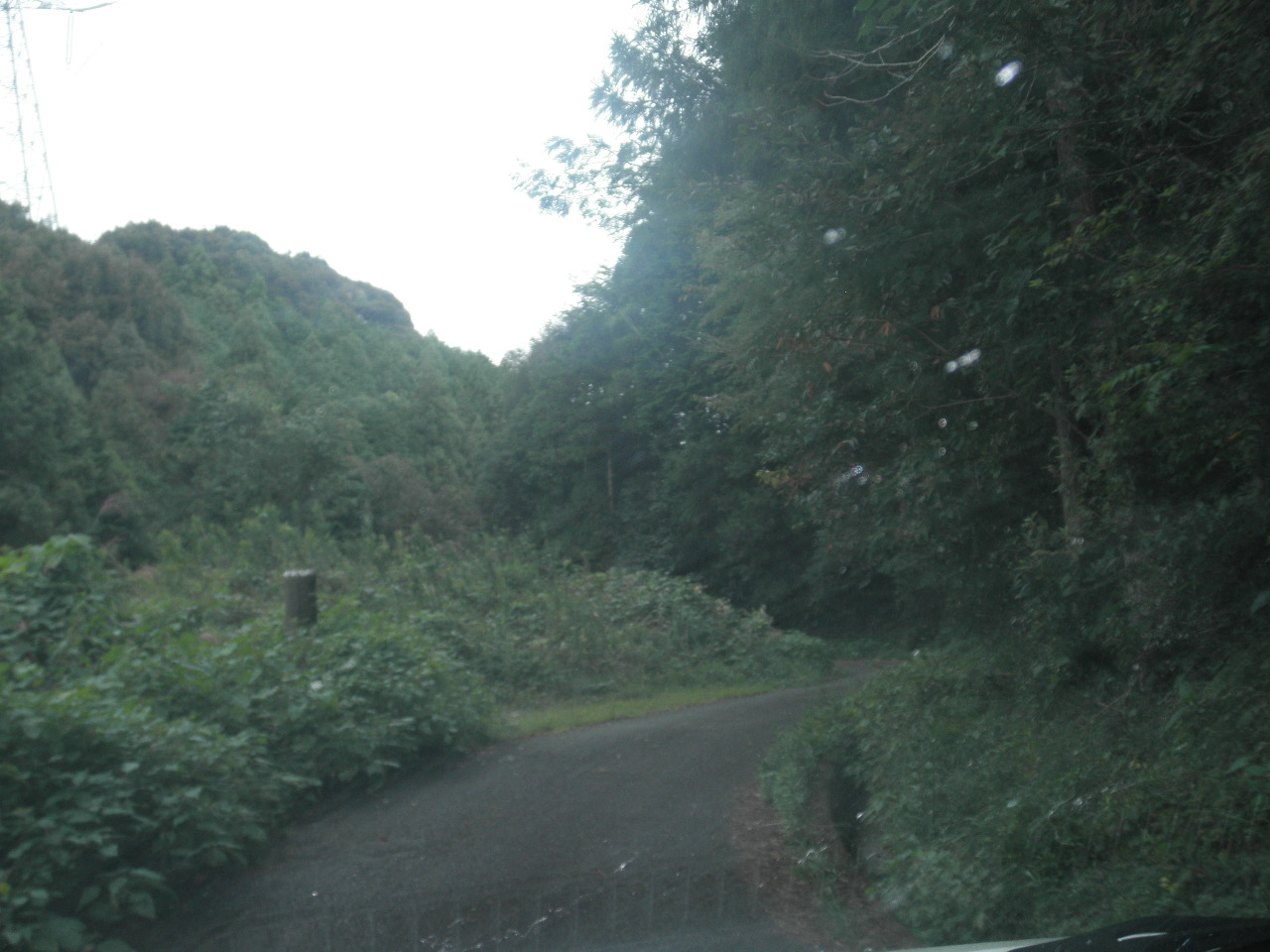
徳島県道35号阿南相生線以南では狭い区間がある 阿南市福井町
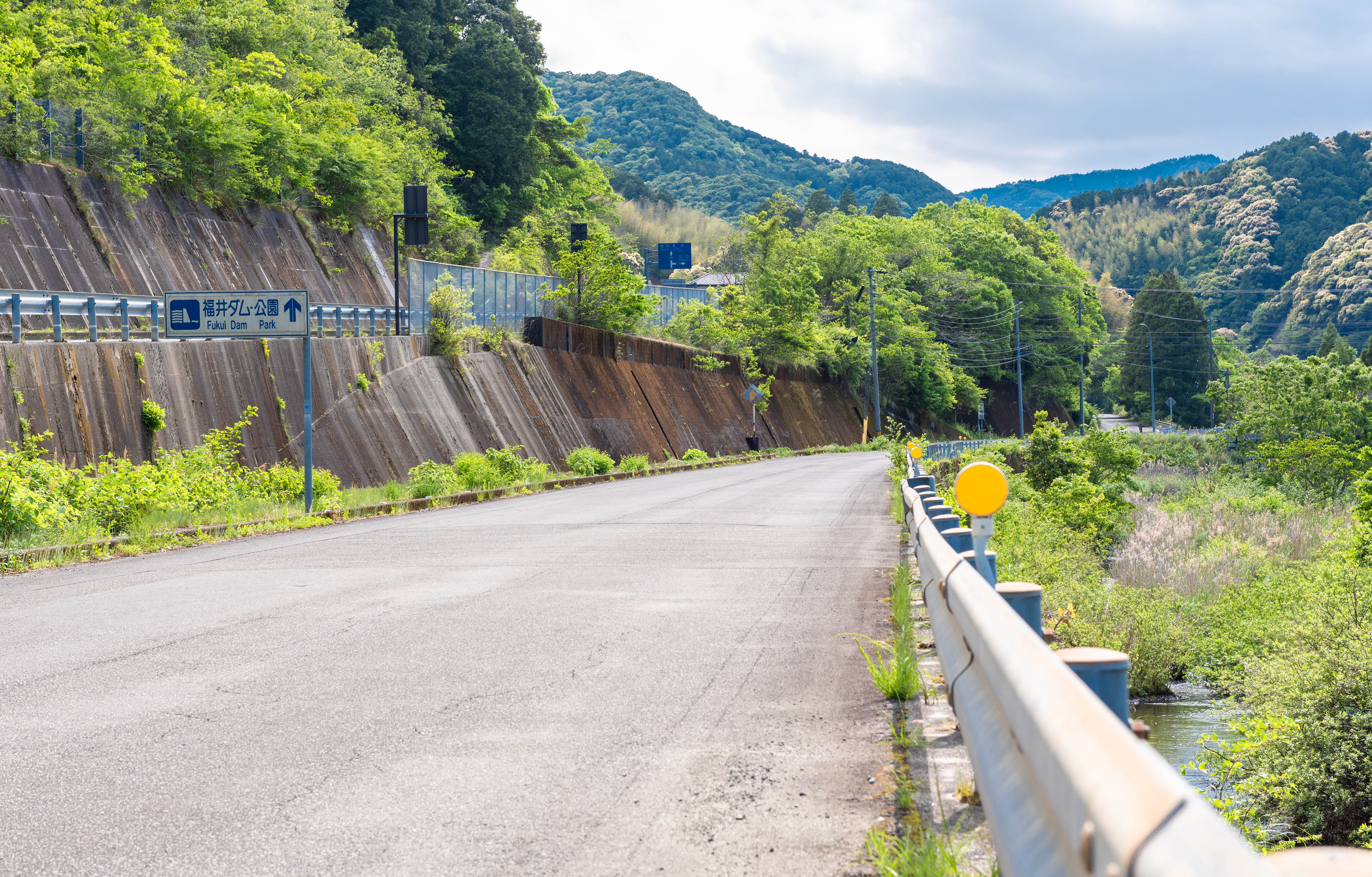
終点付近 阿南市福井町